# Uroni
Gli Uroni (in inglese ed in francese Hurons) o Uroni-Wendant (in lingua wyandot: Wyandot o Wendat) sono un gruppo etnico nativo americano di lingua irochese.
Al giorno d'oggi, molti degli Uroni residenti negli Stati Uniti fanno parte della nazione Wyandot, che è riconosciuta a livello federale ed ha come sede tribale Wyandotte, in Oklahoma. In Canada invece, gli Uroni aderiscono alla nazione Huron-Wendat della riserva indigena delle Prime nazioni, in Québec.
Prima del contatto con gli europei, nel XV secolo, gli Uroni si insediarono nella vasta area che va dalle rive settentrionali di buona parte di ciò che oggi è il lago Ontario, spingendosi a nord, fino alle rive sud-orientali della baia Georgiana. Da questo territorio, nel 1615 gli Uroni entrarono in contatto con l'esploratore francese Samuel de Champlain, fondatore della città di Québec.
All'epoca del primo contatto, tra il 1610 ed il 1620, il numero degli Uroni si aggirava intorno ai 30.000; questo numero (a partire dal 1634) scese drasticamente a seguito delle epidemie causate dalle malattie di cui gli europei erano portatori.
A seguito della sanguinosa guerra lanciata dagli Irochesi, gli Uroni rimasti furono dispersi e ricollocati nei territori di New York e Pennsylvania.

## Etimologia
La parola "Urone" deriva dal francese huron, termine spregiativo che significa "arrogante", "burbero", o da hure, "testa di cinghiale", in quanto, secondo la tradizione, i primi esploratori associarono le acconciature dei Wendat alla peluria dei cinghiali.

## Storia

### Prima del 1650: Uroni e Petuni

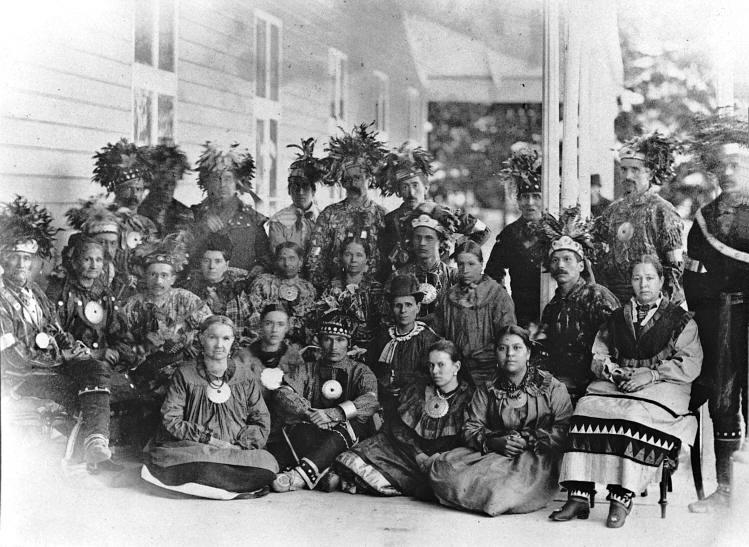
Gruppo di Uroni provenienti dalla riserva di Wendake, Spencer Wood, Québec, 1880

I Wendat non costituivano un'unica tribù, ma una confederazione di quattro o più tribù che parlavano diversi idiomi, comunque mutuamente intelligibili. La tradizione afferma che la Confederazione degli Uroni era stata istituita dagli Attignawantan ("Popolo dell'Orso") e dagli Attigneenongnahac ("Popolo della Corda"), che si associarono nel XV secolo. Attorno al 1590 furono seguiti dagli Arendarhonon ("Popolo della Roccia") e, verso il 1610, dai Tahontaenrat ("Popolo del Cervo"). Un quinto gruppo, gli Ataronchronon ("Popolo delle Paludi"), non si associò completamente dividendosi dagli Attignawantan.
Il maggiore centro dei Wendat e capitale della confederazione era Ossossane, nei pressi dell'odierna Elmvale, in Ontario. Il loro territorio era indicato come Wendake.
Legati alla Confederazione degli Uroni erano i Petun (in francese "tabacco", riferito alle loro coltivazioni), stanziati più a sud. I Petun si suddividevano in due gruppi, ovvero i "Cervi" e i "Lupi". Non è chiaro come i Petun chiamassero loro stessi ma, considerando la vicinanza agli Uroni, forse si indicavano pure come Wendat.

### Società

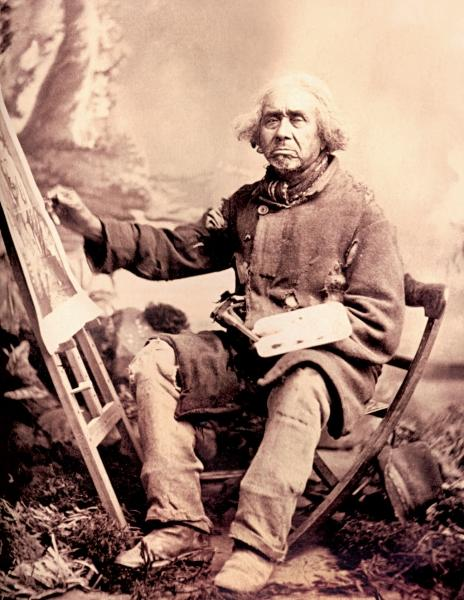
Il pittore Urone Zacharie Vincent

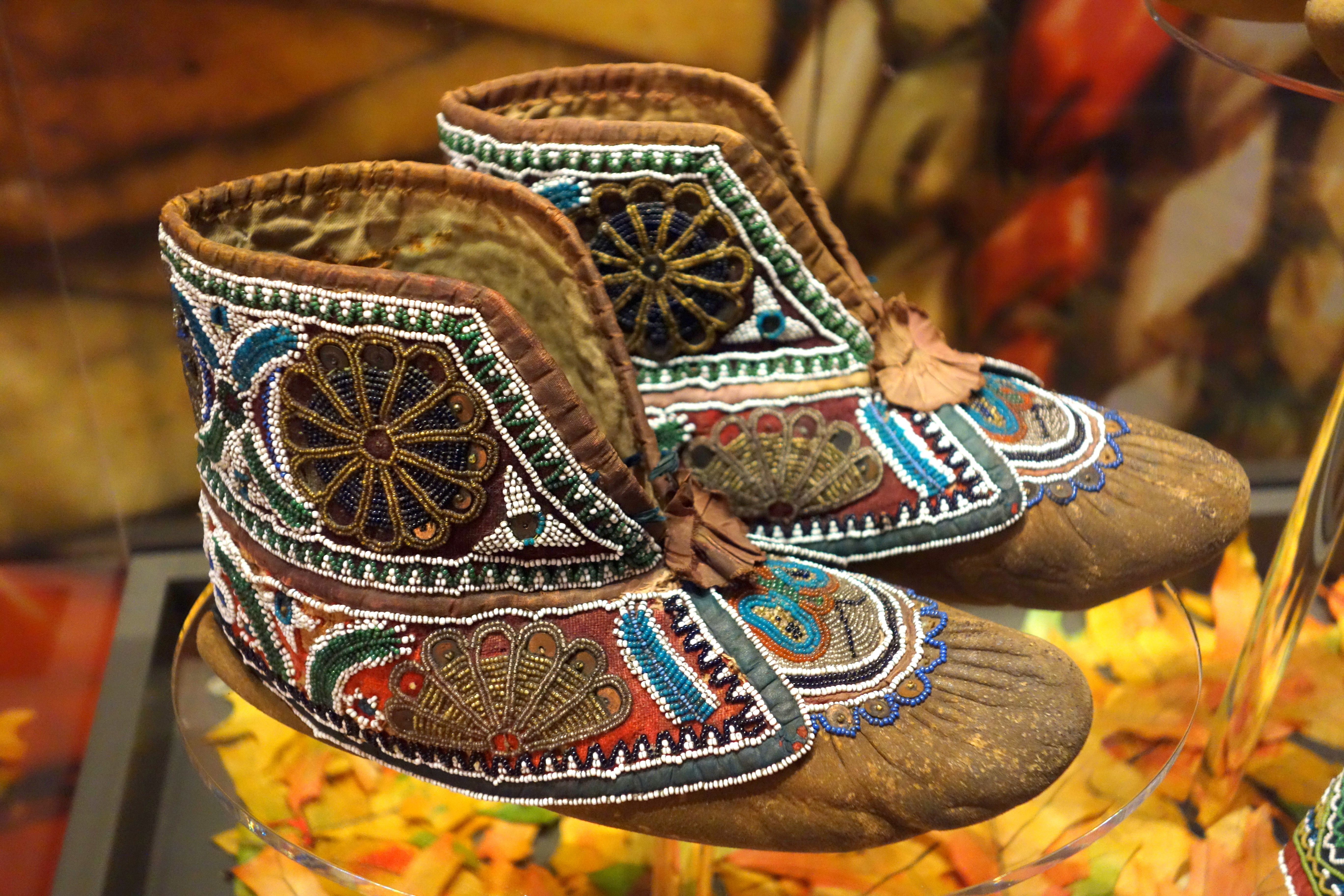
Mocassini Huron, c.1880, esposti al Bata Shoe Museum di Toronto, Canada

Gli Uroni, come le altre genti di stirpe irochese, erano agricoltori che integravano la loro dieta con la caccia e la pesca. L'alimento di base era il mais al quale si aggiungeva il pesce, tuttavia si nutrivano anche di carne di cervo e di altra selvaggina a seconda della stagione. La maggior parte dei lavori agricoli spettava alle donne, aiutate dagli uomini nei lavori più pesanti, come il dissodamento dei terreni, che tipicamente avveniva tramite addebbiatura. Agli uomini erano affidate anche la pesca, la caccia e la costruzione di case, canoe e utensili. Ogni famiglia possedeva un proprio appezzamento da coltivare, ma se non lo utilizzava da tempo diveniva proprietà comune.
I villaggi degli Uroni erano estesi da uno a dieci acri (40.000 m²) e molti erano fortificati. Vivevano in case lunghe, analogamente agli altri popoli di cultura irochese. In un villaggio tipico, vivevano dalle 900 alle 1.600 persone, organizzate in 30 o 40 case lunghe. I villaggi venivano ricostruiti ogni dieci anni, quando il suolo si impoveriva e la foresta non era più in grado di fornire legna da ardere. Gli Uroni organizzavano commerci con le tribù vicine, scambiando soprattutto tabacco con i Petun e i Neutral.
La tubercolosi era una patologia assai frequente, aggravata dagli angusti ambienti delle case lunghe. Tuttavia gli Uroni erano un popolo resistente alle malattie; i gesuiti scrivevano che erano «...più in salute di noi».

### Contatti con gli Europei e dispersione degli Uroni

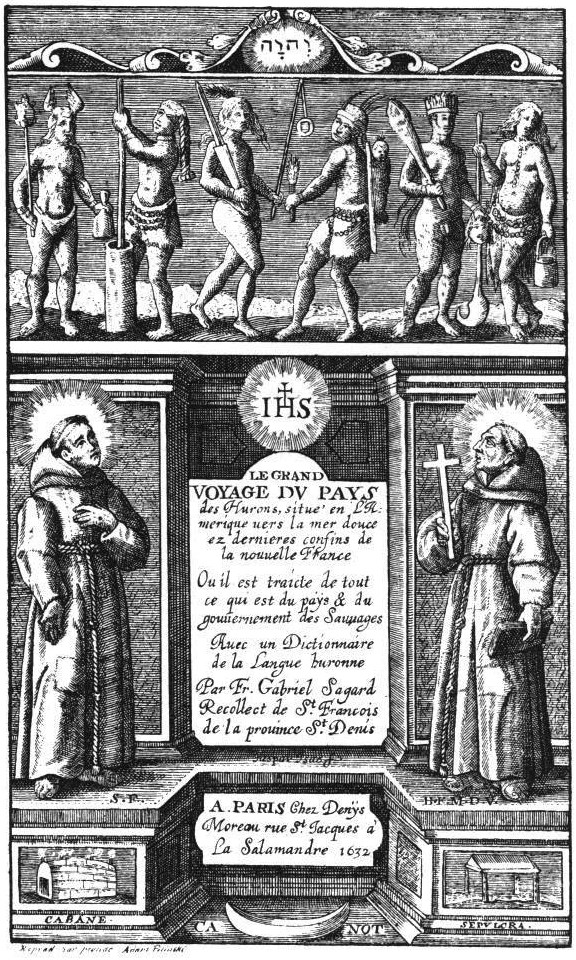
Le Grand Voyage du Pays des Hurons, Gabriel Sagard, 1632

Le prime notizie sugli Uroni furono scritte dai Francesi, che cominciarono l'esplorazione del Nordamerica sul finire del XVI secolo, in particolare quando Samuel de Champlain risalì il corso del fiume San Lorenzo (1608 e anni successivi). Furono gli stessi Uroni a tentare i primi approcci: Atironta, capo della tribù Arendarhonon, raggiunse Québec e concluse un'alleanza con i Francesi nel 1609.
Si stima che all'epoca la popolazione degli Uroni contasse tra le 20.000 e le 40.000 unità. Tuttavia, dal 1634 al 1640 furono decimati dalle malattie degli Europei, come morbillo e vaiolo, contro le quali non erano immuni. Circa i due terzi della popolazione morirono, e interi villaggi furono abbandonati. Al termine delle epidemie, la popolazione degli Uroni ammontava a circa 12.000 individui.
I sopravvissuti furono poi decimati dalle guerre contro gli Irochesi. Il conflitto era in corso già prima dell'arrivo degli Europei: sul finire del XVI secolo, migliaia di Uroni del sud, stanziatisi nell'odierna Virginia Occidentale, lungo il fiume Kanawha, furono cacciati dagli Irochesi che avevano invaso l'odierno New York. Quando i commerci con le colonie cominciarono a prosperare, il conflitto si intensificò: i Francesi, infatti, si allearono con gli Uroni, la nazione di nativi col sistema commerciale più avanzato. Gli Irochesi, dal canto loro, tentarono di allearsi con gli Inglesi.
L'introduzione delle armi europee aumentò la gravità dei conflitti tribali e, attorno al 1650, gli Irochesi avevano quasi annientato gli Uroni. La missione gesuita di Sainte-Marie tra gli Uroni, presso l'odierna Midland, fu uno degli obiettivi dell'attacco irochese: molti missionari furono uccisi (santi martiri canadesi) e gli stessi gesuiti diedero alle fiamme la missione per prevenire la loro cattura (1649). Gli Uroni sopravvissuti passarono l'inverno 1649-50 a Gahoendoe, poi alcuni di loro si trasferirono a Québec, stabilendosi a Wendake.